# Ecce sacerdos magnus, WAB 13
Ecce sacerdos magnus (Voici le grand prêtre), WAB 13, est une mise en musique de l'antienne du même nom par  Anton Bruckner en 1885.

## Historique
L'œuvre a été composée à la demande de Johann Burgstaller, pour être exécutée à la cathédrale de Linz lors de la célébration du 100e anniversaire de la fondation du diocèse. 
La composition a été complétée le 28 avril 1885 et adressée à Burgstaller à la mi-mai,. L'œuvre n'a cependant pas été exécutée lors de cet événement et n'a pas plus été exécutée durant la vie de Brruckner. 
L'œuvre, dont le manuscrit est archivé à la Wiener Männer-Sangverein, a été éditée par Viktor Keldorfer (Universal Edition) en 1911 et a été créée le 21 novembre 1921 par la chorale de femmes de Vöcklabruck.
L'œuvre est éditée dans le Volume XXI/33 de la Bruckner Gesamtausgabe.

## Texte
| Ecce sacerdos magnus, qui in diébus suis plácuit Deo: Ideo jurejurando fecit illum Dóminus crescere in plebem suam. Benedictiónem ómnium géntium dedit illi, et testaméntum suum confirmávit super caput ejus. Ideo jurejurando fecit illum Dóminus crescere in plebem suam. Glória Patri, et Fílio, et Spirítui Sancto. Sicut erat in princípio, et nunc et semper, et in saecula sæculórum. Amen. Ideo jurejurando fecit illum Dóminus crescere in plebem suam. | Voici le grand prêtre qui en ses jours a plu à Dieu. Le Seigneur l'a ainsi fait par alliance grandir parmi son peuple. Il lui a donné la bénédiction de toutes les nations et confirmé son engagement sur sa tête. Le Seigneur l'a ainsi fait par alliance grandir parmi son peuple. Gloire au Père, au Fils et au Saint-Esprit. Comme il était au commencement, maintenant et toujours, et pour les siècles des siècles. Amen. Le Seigneur l'a ainsi fait par alliance grandir parmi son peuple. |

## Composition
L'œuvre d'un total de 106 mesures est un répons en six parties en la mineur pour chœur mixte à huit voix, trois trombones et orgue :
1. Ecce sacerdos magnus (mesures 1-22). Comme dans le Te Deum, l'œuvre commence avec une quinte vide[6],[3].
2. Ideo jurejurando (mesures 23-39). Cette deuxième section, qui rappelle l'harmonie des précédents Locus iste et Christus factus est WAB 11[6], est répétée à deux reprises, comme une ritournelle, aux mesures 64-80 et 90-106.
3. Benedictionem omnium (mesures 40-63). Comme dans la Messe n° 1 et l' Adagio de la plupart des symphonies de Bruckner, cette troisième partie contient des échelles ascendantes typiques de Bruckner[6].
4. Ideo jurejurando (mesures 64-80): première répétition des mesures de 23-39.
5. Choral: Gloria Patri et Filio (mesures 81-89). Cette cinquième section, qui est chantée a cappella à l'unisson, est une transcription du plain-chant grégorien Gloria Patri[3] avec une autre structure métrique[5].
6. Ideo jurejurando (mesures 90-106): seconde répétition  des mesures de 23-39.

L'antienne, qui a été conçue comme musique de procession pour l'entrée de l'évêque dans la cathédrale, a un caractère « majestueux  et cérémoniel ». « La facture la plus passionnante » de l'œuvre est « l'écriture en antienne de grandeur gabrielienne » aux mesures 64-66. Kinder considère l'œuvre comme « l'une de meilleures compositions parmi les petites œuvres de Bruckner » et « une œuvre d'intensité presque barbare ».
Les trombones, qui d'ordinaire doublent les voix inférieures, adoptent occasionnellement une ligne indépendante. La large ritournelle sur le texte Ideo jurejurando contraste avec les autres sections « qui semblent retracer l'évolution de la musique d'église » dans la variété de leur texture. En revanche, la structure harmonique reflète plus le propre style de Bruckner. La pièce fait plusieurs fois référence au Libera me de 1854, en particulier dans l'écriture harmonique.

## Discographie
L'Ecce sacerdos magnus de Bruckner a été enregistré la première fois en 1966 par Eugen Jochum avec le chœur de la Bayerischer Rundfunk (LP : DG 139134/5).
Une sélection des quelque 30 enregistrements :
- George Guest, St. John's College Choir Cambridge, The World of St. John's 1958–1977 – LP : Argo ZRG 760, 1973
- Matthew Best, Corydon Singers, Bruckner: Motets – CD : Hyperion CDA66062, 1982
- Wolfgang Schäfer, Ensemble Vocal de Fribourg, Anton Bruckner: Motetten – CD : Christophorus 74 501, 1984
- Joseph Pancik, Prager Kammerchor, Anton Bruckner: Motetten / Chorale-Messe – CD : Orfeo C 327 951, 1993
- Robert Jones, Choir of St. Bride's Church, Bruckner: Motets – CD : Naxos 8.550956, 1994
- Magnar Mangersnes, Domchor Bergen, Bruckner: Motets – CD : Simax CFP 9037, 1996
- Hans-Christoph Rademann, NDR-Chor de Hambourg, Anton Bruckner: Ave Maria – CD : Carus 83.151, 2000
- Petr Fiala, Czech Philharmonic Choir, Anton Bruckner: Motets – CD : OMD 322 1422-2, 2006
- Michael Stenov, Cantores Carmeli, Benefizkonzert Karmelitenkirche Linz – CD/DVD édité par le chœur, 2006 - peut être aussi écouté sur YouTube[7]
- Erwin Ortner, Arnold Schoenberg Chor, Anton Bruckner: Tantum ergo – CD : ASC Edition 3, édité par la chorale, 2008

### Note
La plupart des interprètes chantent le choral en mode grégorien. Seuls quelques-uns le chantent conformément à la partition : Fiala, Ortner et Schäfer.

## Sources
- Max Auer, Anton Bruckner als Kirchenmusiker, G. Bosse, Ratisbonne, 1927
- Uwe Harten, Anton Bruckner. Ein Handbuch. Residenz Verlag, Salzbourg, 1996 –  (ISBN 3-7017-1030-9)
- Anton Bruckner – Sämtliche Werke, Band XXI: Kleine Kirchenmusikwerke, Musikwissenschaftlicher Verlag der Internationalen Bruckner-Gesellschaft, Hans Bauernfeind et Leopold Nowak (Éditeurs), Vienne, 1984/2001
- Keith William Kinder, The Wind and Wind-Chorus Music of Anton Bruckner, Greenwood Press, Westport, Connecticut, 2000.  (ISBN 978-0-313-30834-5)
- Cornelis van Zwol, Anton Bruckner 1824-1896 – Leven en werken, uitg. Thot, Bussum, Pays-Bas, 2012.  (ISBN 978-90-6868-590-9)